# 十条駅 (東京都)

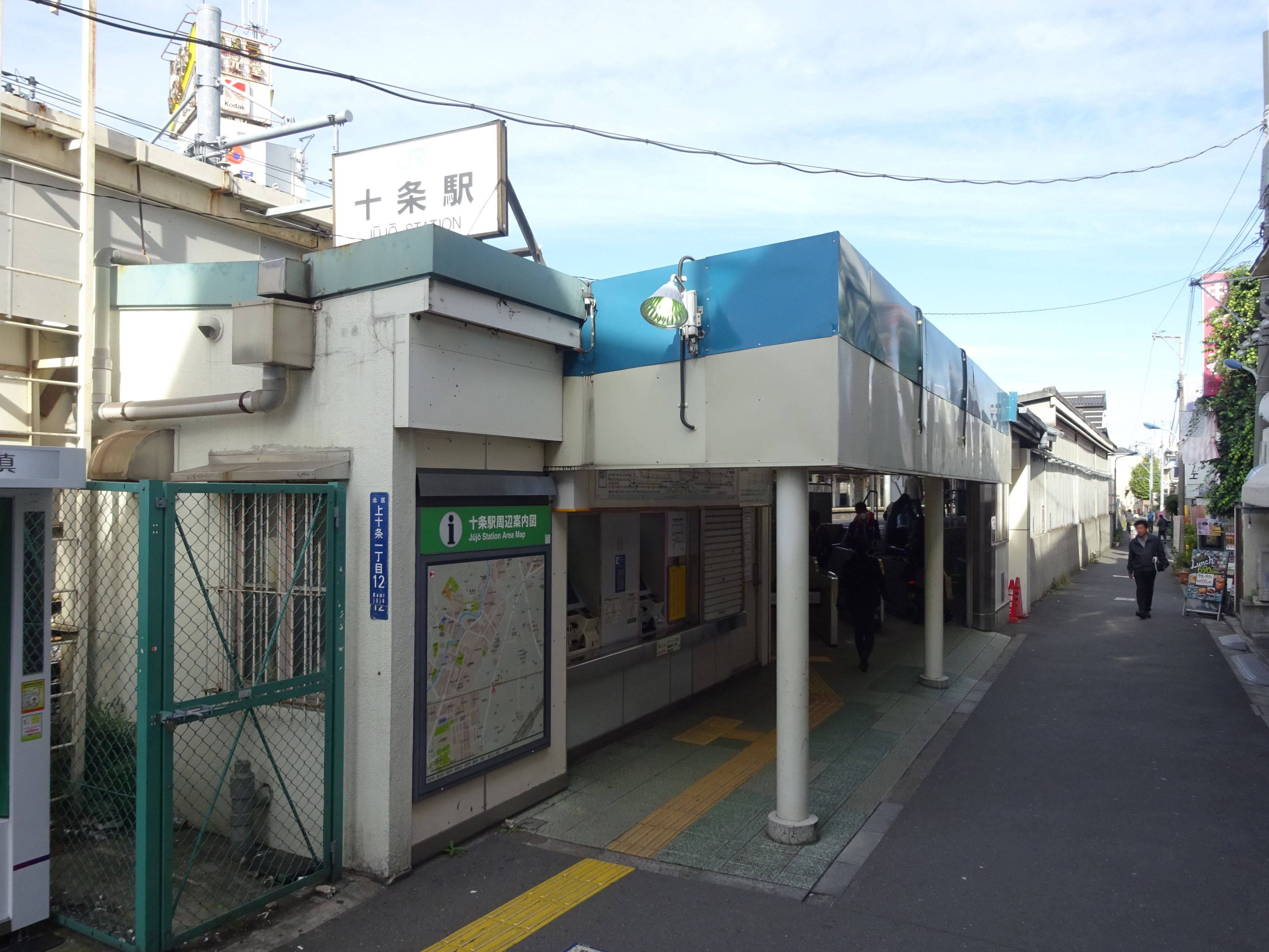
南口（2015年11月）

十条駅（じゅうじょうえき）は、東京都北区上十条一丁目にある、東日本旅客鉄道（JR東日本）の駅である。駅番号はJA 14。
当駅を通る路線は、線路名称上は赤羽線であるが、運転系統上は埼京線として案内される。特定都区市内制度における「東京都区内」に属する。

## 歴史
- 1905年（明治38年）6月10日：日本鉄道の十条駅（初代・貨物駅）が開業する[1]。
  - この初代の駅は、東京砲兵工廠が発送・到着する貨物を取り扱っていた[1]。
- 1906年（明治39年）2月7日：初代の駅が廃止される[1]。
- 1910年（明治43年）11月1日：鉄道院の駅として、2代目の駅が開業する[1]。旅客営業のみで、山手線所属であった。
- 1949年（昭和24年）6月1日：日本国有鉄道が発足。
- 1960年（昭和35年）5月25日：荷物扱い廃止[1]。
- 1972年（昭和47年）7月15日：赤羽線所属に変更される。
- 1985年（昭和60年）9月30日：埼京線の運行を開始する。
- 1987年（昭和62年）4月1日：国鉄分割民営化に伴い、東日本旅客鉄道（JR東日本）の駅（赤羽線所属）となる[1]。
- 1992年（平成4年）12月18日：自動改札機を設置[3]。
- 2001年（平成13年）11月18日：ICカード「Suica」の利用が可能となる[報道 1]。
- 2011年（平成23年）10月31日：みどりの窓口の営業を終了。
- 2020年（令和2年）3月3日：連続立体交差事業に着手[報道 2]。

## 駅構造
相対式ホーム2面2線を有する地上駅で、それぞれのホームに改札口（北改札・南改札）がある。南改札にはお客さまサポートコールシステムが導入されており、終日インターホンによる案内となる。また、それぞれのホームを連絡する跨線橋がある。ホームは両端の踏切（いずれも公道）に挟まれている。
自動券売機、多機能券売機、指定席券売機、自動改札機が設置されている。下りホームには待合室、トイレがある。多機能トイレを併設している。なお、あずみ跡地には、これまで改札脇にあったNewDaysが移転し、2014年（平成26年）8月29日に開店した。

### のりば
| 番線 | 路線   | 方向 | 行先                                     |
| ---- | ------ | ---- | ---------------------------------------- |
| 1    | 埼京線 | 北行 | 赤羽・武蔵浦和・大宮・川越方面           |
| 1    | 埼京線 | 下り | 赤羽・武蔵浦和・大宮・川越方面           |
| 2    | 埼京線 | 南行 | 池袋・新宿・大崎・りんかい線・相鉄線方面 |
| 2    | 埼京線 | 上り | 池袋・新宿・大崎・りんかい線・相鉄線方面 |

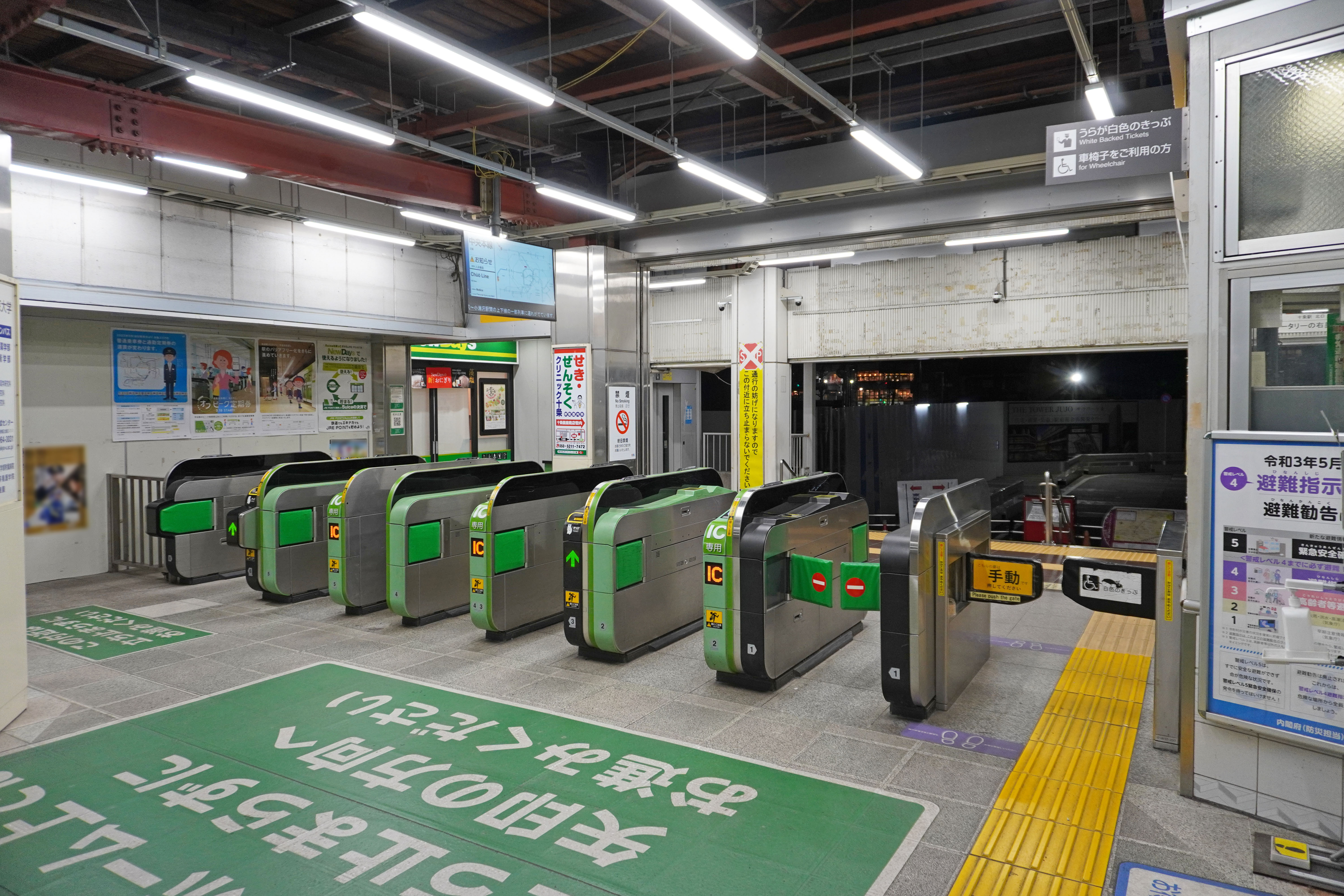
北改札（2023年1月）
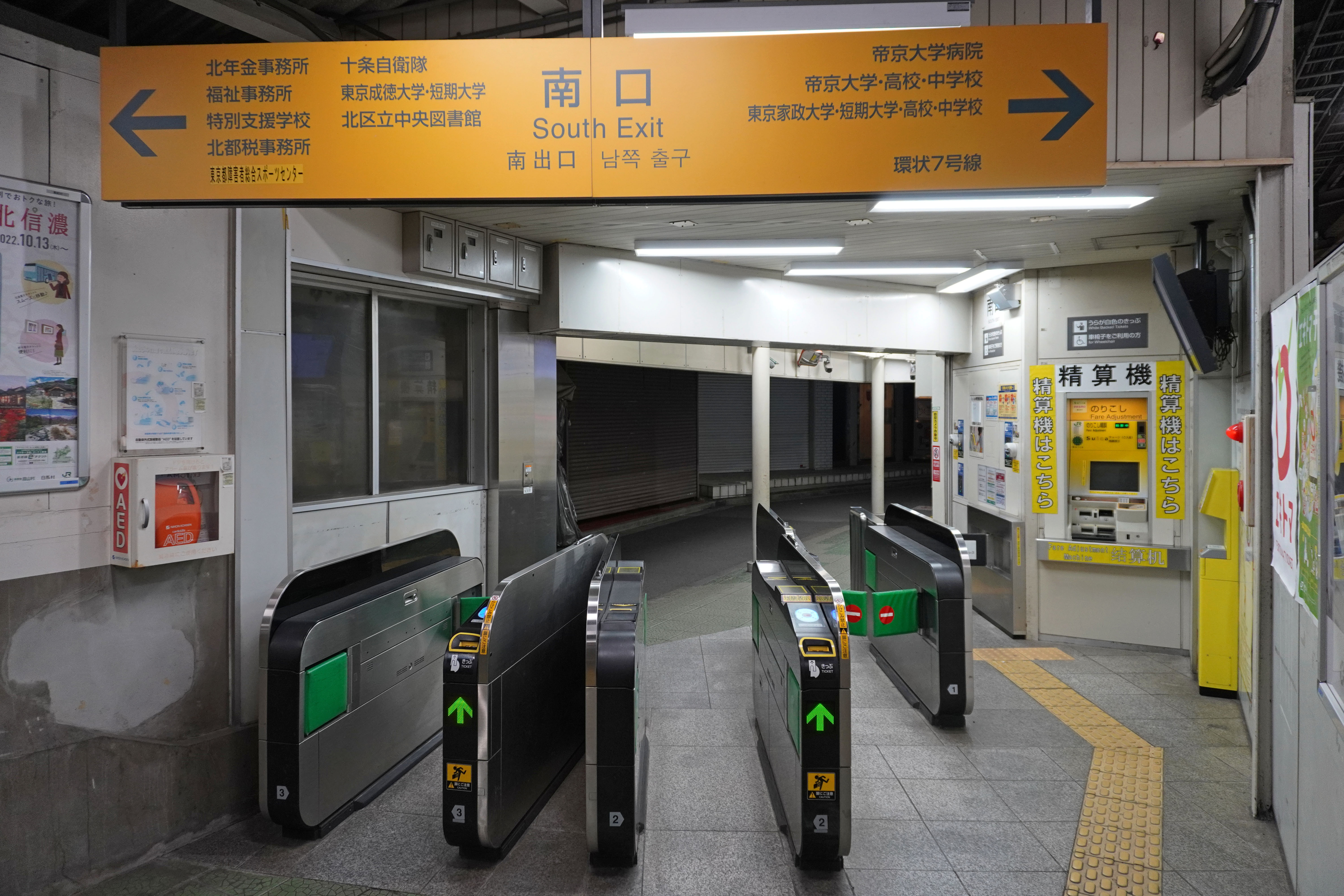
南改札（2023年1月）
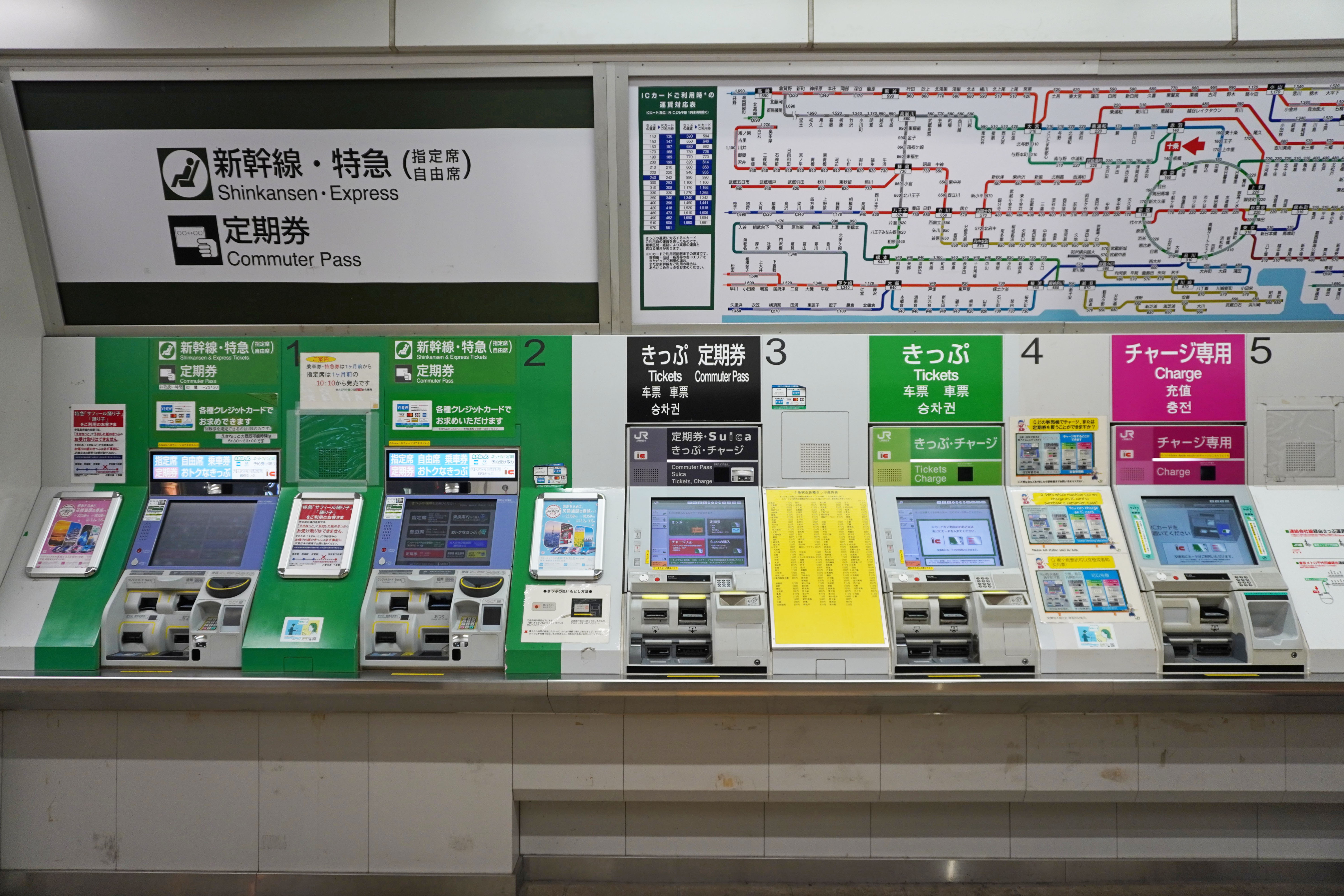
切符売り場（2023年1月）
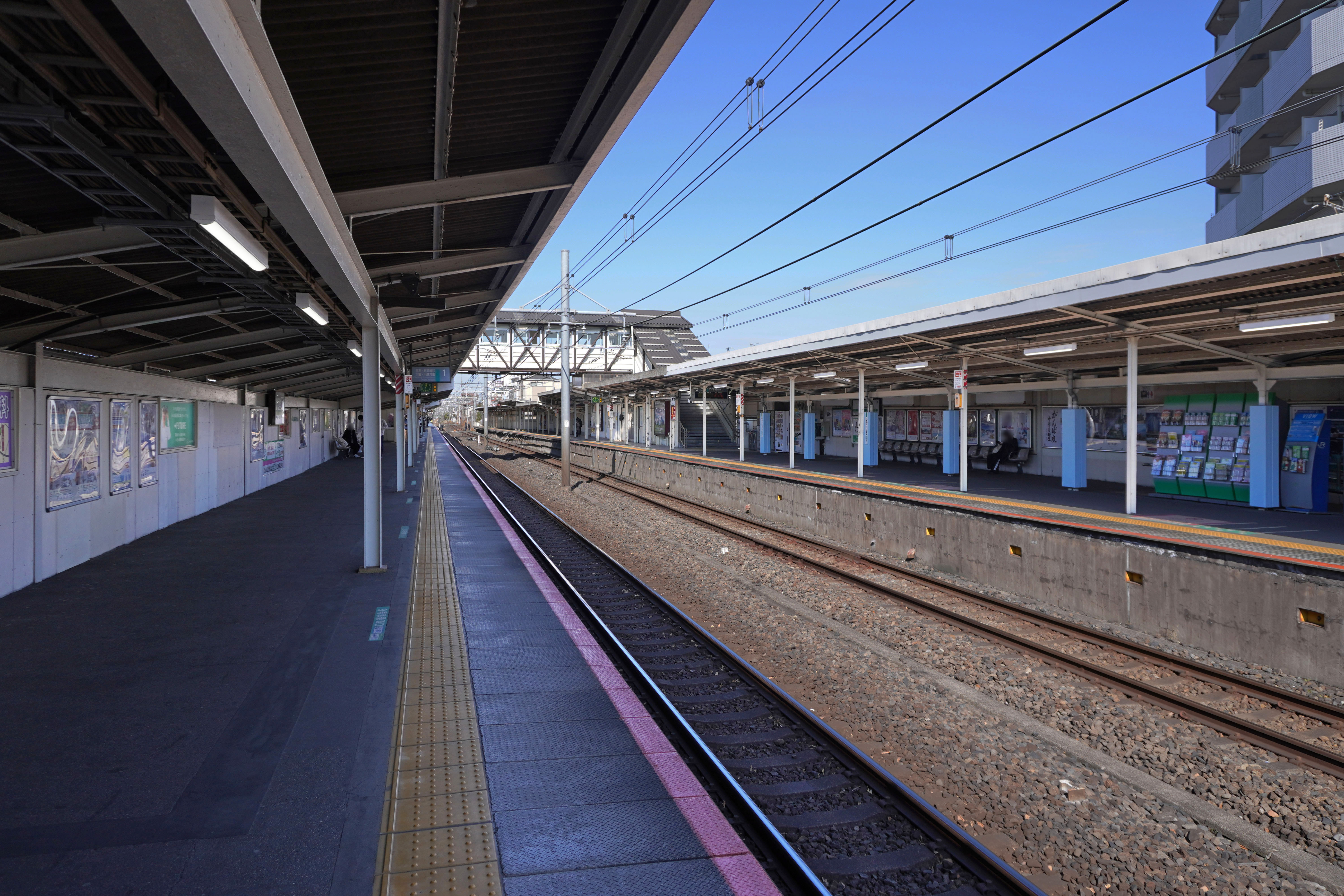
ホーム（2023年2月）

## 利用状況
2023年度（令和5年度）の1日平均乗車人員は33,362人である。他路線との接続がない駅としては、埼京線内最多である。
1990年度（平成2年度）以降の推移は以下のとおりである。
| 1日平均乗車人員推移 | 1日平均乗車人員推移 | 1日平均乗車人員推移 | 1日平均乗車人員推移 | 1日平均乗車人員推移 | 1日平均乗車人員推移 |
| 年度                | 定期外              | 定期                | 合計                | 出典                | 出典                |
| 年度                | 定期外              | 定期                | 合計                | JR                  | 東京都              |
| ------------------- | ------------------- | ------------------- | ------------------- | ------------------- | ------------------- |
| 1990年（平成02年）  |                     |                     | 32,458              |                     | [ 都 1 ]            |
| 1991年（平成03年）  |                     |                     | 32,508              |                     | [ 都 2 ]            |
| 1992年（平成04年）  |                     |                     | 32,827              |                     | [ 都 3 ]            |
| 1993年（平成05年）  |                     |                     | 32,800              |                     | [ 都 4 ]            |
| 1994年（平成06年）  |                     |                     | 32,258              |                     | [ 都 5 ]            |
| 1995年（平成07年）  |                     |                     | 32,104              |                     | [ 都 6 ]            |
| 1996年（平成08年）  |                     |                     | 32,337              |                     | [ 都 7 ]            |
| 1997年（平成09年）  |                     |                     | 31,847              |                     | [ 都 8 ]            |
| 1998年（平成10年）  |                     |                     | 31,956              |                     | [ 都 9 ]            |
| 1999年（平成11年）  |                     |                     | 31,284              |                     | [ 都 10 ]           |
| 2000年（平成12年）  |                     |                     | 30,764              | [ JR 2 ]            | [ 都 11 ]           |
| 2001年（平成13年）  |                     |                     | 30,456              | [ JR 3 ]            | [ 都 12 ]           |
| 2002年（平成14年）  |                     |                     | 30,454              | [ JR 4 ]            | [ 都 13 ]           |
| 2003年（平成15年）  |                     |                     | 30,559              | [ JR 5 ]            | [ 都 14 ]           |
| 2004年（平成16年）  |                     |                     | 30,561              | [ JR 6 ]            | [ 都 15 ]           |
| 2005年（平成17年）  |                     |                     | 30,517              | [ JR 7 ]            | [ 都 16 ]           |
| 2006年（平成18年）  |                     |                     | 31,379              | [ JR 8 ]            | [ 都 17 ]           |
| 2007年（平成19年）  |                     |                     | 32,643              | [ JR 9 ]            | [ 都 18 ]           |
| 2008年（平成20年）  |                     |                     | 33,446              | [ JR 10 ]           | [ 都 19 ]           |
| 2009年（平成21年）  |                     |                     | 33,882              | [ JR 11 ]           | [ 都 20 ]           |
| 2010年（平成22年）  |                     |                     | 34,134              | [ JR 12 ]           | [ 都 21 ]           |
| 2011年（平成23年）  |                     |                     | 34,044              | [ JR 13 ]           | [ 都 22 ]           |
| 2012年（平成24年）  | 10,821              | 24,463              | 35,285              | [ JR 14 ]           | [ 都 23 ]           |
| 2013年（平成25年）  | 10,871              | 25,072              | 35,943              | [ JR 15 ]           | [ 都 24 ]           |
| 2014年（平成26年）  | 10,694              | 24,468              | 35,162              | [ JR 16 ]           | [ 都 25 ]           |
| 2015年（平成27年）  | 10,968              | 24,933              | 35,901              | [ JR 17 ]           | [ 都 26 ]           |
| 2016年（平成28年）  | 11,086              | 25,507              | 36,594              | [ JR 18 ]           | [ 都 27 ]           |
| 2017年（平成29年）  | 11,235              | 25,755              | 36,991              | [ JR 19 ]           | [ 都 28 ]           |
| 2018年（平成30年）  | 11,282              | 25,828              | 37,110              | [ JR 20 ]           | [ 都 29 ]           |
| 2019年（令和元年）  | 10,882              | 25,547              | 36,429              | [ JR 21 ]           | [ 都 30 ]           |
| 2020年（令和02年）  | 7,477               | 16,377              | 23,855              | [ JR 22 ]           | [ 都 31 ]           |
| 2021年（令和03年）  | 8,691               | 20,023              | 28,714              | [ JR 23 ]           | [ 都 32 ]           |
| 2022年（令和04年）  | 9,803               | 22,304              | 32,107              | [ JR 24 ]           | [ 都 33 ]           |
| 2023年（令和05年）  | 10,430              | 22,931              | 33,362              | [ JR 1 ]            |                     |

## 駅周辺

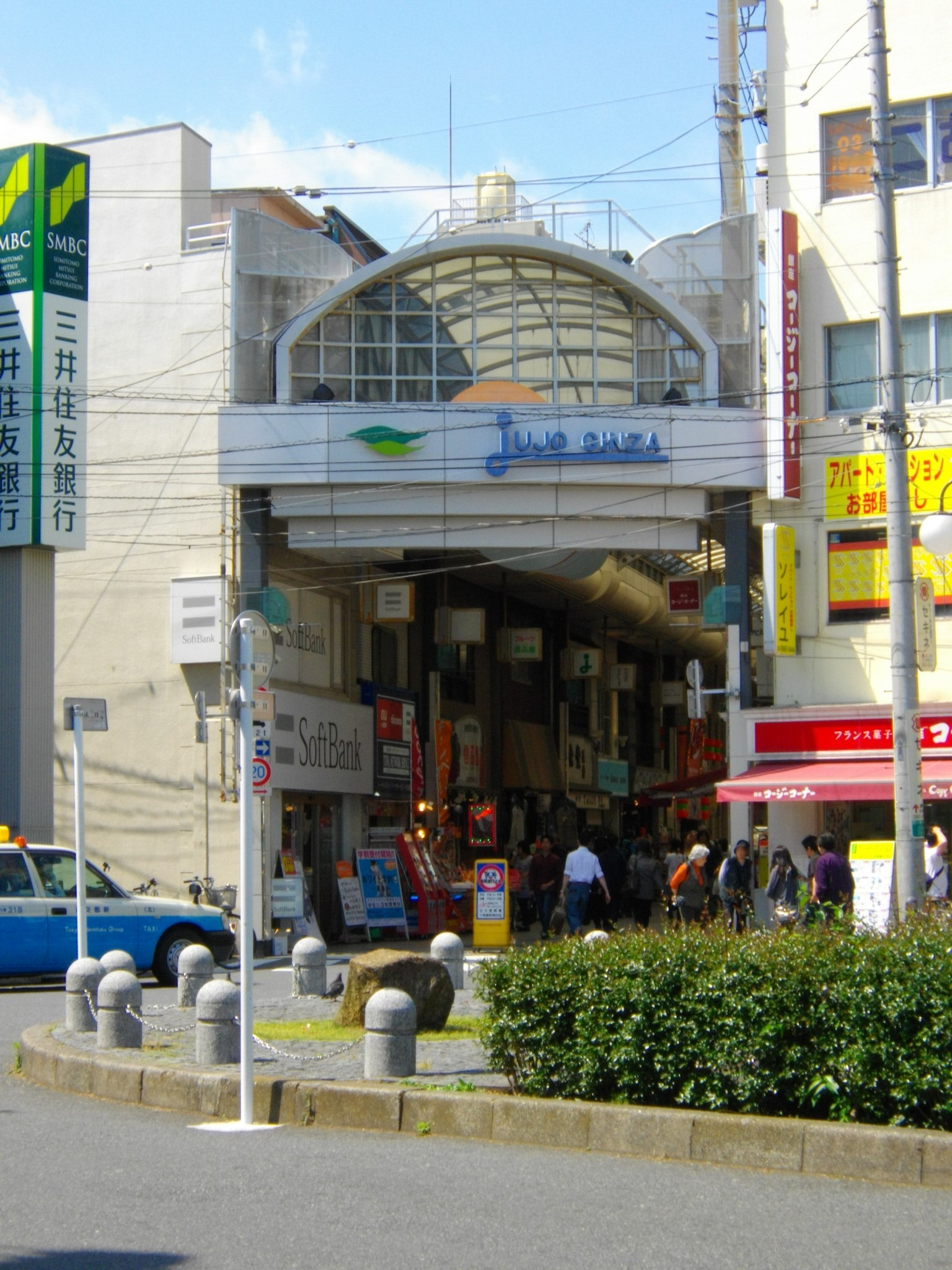
駅側より十条銀座のアーケード入口を望む

西口駅前では十条駅西口地区第一種市街地再開発事業が都市計画決定されており、2024年（令和6年）完成予定の37階建超高層マンションが2021年（令和3年）3月に着工した。
西口駅前から北に伸びる商店街の十条銀座は約200軒の商店で構成されていて、東京都北区で最大規模の商店街である。
駅西方には帝京大学板橋キャンパスおよび帝京大学医学部附属病院、帝京中学校・高等学校など帝京大学グループの施設建物がある。駅南口から線路沿いに板橋方面に向かうと東京家政大学がある。
駅北東に東京都内では2館だけとなった、大衆演劇専用小劇場といわれる篠原演芸場がある（当駅と東十条駅のほぼ中間。もう1館は浅草木馬館）。
前述のとおり、駅のホームは踏切に挟まれる形で設置されており、慢性的に混雑している埼京線の車両数を増やせない一つの原因ともなっている。踏切は一方が線路を挟んで立地する別の商店街同士（十条銀座と十条中央商店街（演芸場通り））を結ぶ道路、もう一方が都道455号本郷赤羽線のものである。
- JR京浜東北線 東十条駅（駅北東側の十条中央商店街（演芸場通り）を経由して徒歩約10分）
- 東京都北区立中央公園
- 北区立中央図書館
- 国立西が丘サッカー場（命名権により「味の素フィールド西が丘」と呼称している）
- 陸上自衛隊十条駐屯地
- 東京成徳大学・東京成徳短期大学
- 東京都立赤羽北桜高等学校（2021年〈令和3年〉4月に東京都立赤羽商業高等学校を再編）
- 東京朝鮮中高級学校
- NTT十条ビル
- オーケー 十条店（徒歩約12分）

## バス路線
国際興業バスが運行。
- 王23：王子駅／赤羽車庫
- 赤50・赤50H：王子駅／赤羽駅西口

## 連続立体交差事業
十条駅周辺にて、連続立体交差事業（鉄道高架化）の事業化を進める計画がある。そもそもこれは1976年（昭和51年）に東北新幹線開業に伴い通勤新線を建設するのに伴い赤羽線の輸送力増強が必要となったことから、北区が計画に同意するに当たり1983年（昭和58年）9月28日に十条駅を地下化、赤羽駅を高架化することで合意していた。
その後、赤羽駅は全線で高架化されたが、一方で十条駅に関しては計画が変更され、赤羽駅と同じく高架化を行う事となった。2016年（平成28年）9月23日には高架建設を前提に「環境影響評価書案」を、2017年（平成29年）2月21日には「環境影響評価書案に係る見解書」を、同年10月31日には「環境影響評価書」を東京都知事に提出するなど手続きを進め、東京都は、2020年（令和2年）3月3日に国土交通省から都市計画事業の認可を取得した。2030年度（令和12年度）に完成予定。
工事施行方式は、まず東側に用地を確保し、そこに上り線を仮線として移設し、ついで上り線跡地に下り線を移設し、下り線跡地に単線の高架（下り線）を設置する。更に下り仮線跡地（旧上り線）に上り線の高架を設置する方式がとられることになっている。

## 隣の駅
東日本旅客鉄道（JR東日本）
 埼京線
■通勤快速・■快速・■各駅停車
板橋駅 (JA 13) - 十条駅 (JA 14) - 赤羽駅 (JA 15)

### 記事本文

#### 報道発表資料
1. ↑  “Suicaご利用可能エリアマップ（2001年11月18日当初）” (PDF).   東日本旅客鉄道. 2019年7月27日時点のオリジナルよりアーカイブ。2020年4月23日閲覧。
2. 1 2 3  『JR埼京線の連続立体交差事業に着手します 十条駅付近の6箇所の踏切を除却します』（プレスリリース）東京都建設局、2020年3月3日。オリジナルの2020年3月3日時点におけるアーカイブ。2020年3月3日閲覧。
3. ↑  『東日本旅客鉃道赤羽線（十条駅付近）連続立体交差事業の環境影響評価書案を提出しました』（プレスリリース）東京都都市整備局、2016年9月23日。オリジナルの2020年4月4日時点におけるアーカイブ。2021年3月6日閲覧。
4. ↑  『東日本旅客鉄道赤羽線（十条駅付近）連続立体交差事業の環境影響評価書案に係る見解書を提出しました』（プレスリリース）東京都都市整備局／建設局、2017年2月21日。オリジナルの2020年4月5日時点におけるアーカイブ。2021年3月6日閲覧。
5. ↑  『東日本旅客鉄道赤羽線（十条駅付近）連続立体交差事業の環境影響評価書を提出しました』（プレスリリース）東京都都市整備局／建設局、2017年10月31日。オリジナルの2020年4月5日時点におけるアーカイブ。2021年3月6日閲覧。

#### 新聞記事
1. ↑  「東京・十条駅のタワマン・商業一体再開発、名称が「J&TERRACE」「J&MALL」に」『財経新聞』2021年11月22日。2022年3月11日閲覧。

### 利用状況
JR東日本
1. 1 2  “各駅の乗車人員（2023年度）”.   東日本旅客鉄道. 2024年11月30日閲覧。
2. ↑  “各駅の乗車人員（2000年度）”.   東日本旅客鉄道. 2024年11月30日閲覧。
3. ↑  “各駅の乗車人員（2001年度）”.   東日本旅客鉄道. 2024年11月30日閲覧。
4. ↑  “各駅の乗車人員（2002年度）”.   東日本旅客鉄道. 2024年11月30日閲覧。
5. ↑  “各駅の乗車人員（2003年度）”.   東日本旅客鉄道. 2024年11月30日閲覧。
6. ↑  “各駅の乗車人員（2004年度）”.   東日本旅客鉄道. 2024年11月30日閲覧。
7. ↑  “各駅の乗車人員（2005年度）”.   東日本旅客鉄道. 2024年11月30日閲覧。
8. ↑  “各駅の乗車人員（2006年度）”.   東日本旅客鉄道. 2024年11月30日閲覧。
9. ↑  “各駅の乗車人員（2007年度）”.   東日本旅客鉄道. 2024年11月30日閲覧。
10. ↑  “各駅の乗車人員（2008年度）”.   東日本旅客鉄道. 2024年11月30日閲覧。
11. ↑  “各駅の乗車人員（2009年度）”.   東日本旅客鉄道. 2024年11月30日閲覧。
12. ↑  “各駅の乗車人員（2010年度）”.   東日本旅客鉄道. 2024年11月30日閲覧。
13. ↑  “各駅の乗車人員（2011年度）”.   東日本旅客鉄道. 2024年11月30日閲覧。
14. ↑  “各駅の乗車人員（2012年度）”.   東日本旅客鉄道. 2024年11月30日閲覧。
15. ↑  “各駅の乗車人員（2013年度）”.   東日本旅客鉄道. 2024年11月30日閲覧。
16. ↑  “各駅の乗車人員（2014年度）”.   東日本旅客鉄道. 2024年11月30日閲覧。
17. ↑  “各駅の乗車人員（2015年度）”.   東日本旅客鉄道. 2024年11月30日閲覧。
18. ↑  “各駅の乗車人員（2016年度）”.   東日本旅客鉄道. 2024年11月30日閲覧。
19. ↑  “各駅の乗車人員（2017年度）”.   東日本旅客鉄道. 2024年11月30日閲覧。
20. ↑  “各駅の乗車人員（2018年度）”.   東日本旅客鉄道. 2024年11月30日閲覧。
21. ↑  “各駅の乗車人員（2019年度）”.   東日本旅客鉄道. 2024年11月30日閲覧。
22. ↑  “各駅の乗車人員（2020年度）”.   東日本旅客鉄道. 2024年11月30日閲覧。
23. ↑  “各駅の乗車人員（2021年度）”.   東日本旅客鉄道. 2024年11月30日閲覧。
24. ↑  “各駅の乗車人員（2022年度）”.   東日本旅客鉄道. 2024年11月30日閲覧。

東京都統計年鑑
1. ↑  “東京都統計年鑑 平成2年 95～103表 運輸及び通信” (PDF). 東京都統計データアーカイブ.   東京都. 2024年11月27日閲覧。 ※東京都統計データアーカイブより、調査名と対象年を手動選択。
2. ↑  “東京都統計年鑑 平成3年 102～110表 運輸及び通信” (PDF). 東京都統計データアーカイブ.   東京都. 2024年11月27日閲覧。 ※東京都統計データアーカイブより、調査名と対象年を手動選択。
3. ↑  “東京都統計年鑑 平成4年 94～126表 運輸及び通信” (PDF). 東京都統計データアーカイブ.   東京都. 2024年11月27日閲覧。 ※東京都統計データアーカイブより、調査名と対象年を手動選択。
4. ↑  “東京都統計年鑑 平成5年 94～126表 運輸及び通信” (PDF). 東京都統計データアーカイブ.   東京都. 2024年11月27日閲覧。 ※東京都統計データアーカイブより、調査名と対象年を手動選択。
5. ↑  “東京都統計年鑑 平成6年 97～129表 運輸及び通信” (PDF). 東京都統計データアーカイブ.   東京都. 2024年11月27日閲覧。 ※東京都統計データアーカイブより、調査名と対象年を手動選択。
6. ↑  “東京都統計年鑑 平成7年 107～138表 運輸及び通信” (PDF). 東京都統計データアーカイブ.   東京都. 2024年11月27日閲覧。 ※東京都統計データアーカイブより、調査名と対象年を手動選択。
7. ↑  “東京都統計年鑑 平成8年 107～138表 運輸及び通信” (PDF). 東京都統計データアーカイブ.   東京都. 2024年11月27日閲覧。 ※東京都統計データアーカイブより、調査名と対象年を手動選択。
8. ↑  “東京都統計年鑑 平成9年 114 JRの駅別乗車人員” (xls). 東京都統計データアーカイブ.   東京都. 2024年11月27日閲覧。 ※東京都統計データアーカイブより、調査名と対象年を手動選択。
9. ↑  “東京都統計年鑑 平成10年 107～138表 運輸及び通信” (PDF). 東京都統計データアーカイブ.   東京都. 2024年11月27日閲覧。 ※東京都統計データアーカイブより、調査名と対象年を手動選択。
10. ↑  “東京都統計年鑑 平成11年 107～138表 運輸及び通信” (PDF). 東京都統計データアーカイブ.   東京都. 2024年11月27日閲覧。 ※東京都統計データアーカイブより、調査名と対象年を手動選択。
11. ↑  “113 JRの駅別乗車人員（平成8～12年度）” (xls). 東京都統計年鑑 平成12年.   東京都. 2024年11月27日閲覧。
12. ↑  “113 JRの駅別乗車人員” (xls). 東京都統計年鑑 平成13年.   東京都. 2024年11月27日閲覧。
13. ↑  “113 JRの駅別乗車人員” (xls). 東京都統計年鑑 平成14年.   東京都. 2024年11月27日閲覧。
14. ↑  “113 JRの駅別乗車人員” (xls). 東京都統計年鑑 平成15年.   東京都. 2024年11月27日閲覧。
15. ↑  “113 JRの駅別乗車人員” (xls). 東京都統計年鑑 平成16年.   東京都. 2024年11月27日閲覧。
16. ↑  “115 JRの駅別乗車人員” (xls). 東京都統計年鑑 平成17年.   東京都. 2024年11月27日閲覧。
17. ↑  “9-8 JRの駅別乗車人員” (xls). 東京都統計年鑑 平成18年.   東京都. 2024年11月27日閲覧。
18. ↑  “9-8 JRの駅別乗車人員” (xls). 東京都統計年鑑 平成19年.   東京都. 2024年11月27日閲覧。
19. ↑  “9-8 JRの駅別乗車人員” (xls). 東京都統計年鑑 平成20年.   東京都. 2024年11月27日閲覧。
20. ↑  “4-8 JRの駅別乗車人員” (xls). 東京都統計年鑑 平成21年.   東京都. 2024年11月27日閲覧。
21. ↑  “4-8 JRの駅別乗車人員” (xls). 東京都統計年鑑 平成22年.   東京都. 2024年11月27日閲覧。
22. ↑  “4-8 JRの駅別乗車人員” (xls). 東京都統計年鑑 平成23年.   東京都. 2024年11月27日閲覧。
23. ↑  “4-8 JRの駅別乗車人員” (xls). 東京都統計年鑑 平成24年.   東京都. 2024年11月27日閲覧。
24. ↑  “4-8 JRの駅別乗車人員” (xls). 東京都統計年鑑 平成25年.   東京都. 2024年11月27日閲覧。
25. ↑  “4-8 JRの駅別乗車人員” (xls). 東京都統計年鑑 平成26年.   東京都. 2024年11月27日閲覧。
26. ↑  “4-8 JRの駅別乗車人員” (xls). 東京都統計年鑑 平成27年.   東京都. 2024年11月27日閲覧。
27. ↑  “4-8 JRの駅別乗車人員” (xls). 東京都統計年鑑 平成28年.   東京都. 2024年11月27日閲覧。
28. ↑  “4-8 JRの駅別乗車人員” (xls). 東京都統計年鑑 平成29年.   東京都. 2024年11月27日閲覧。
29. ↑  “4-8 JRの駅別乗車人員” (xls). 東京都統計年鑑 平成30年.   東京都. 2024年11月27日閲覧。
30. ↑  “4-8 JRの駅別乗車人員” (xls). 東京都統計年鑑 平成31年・令和元年.   東京都. 2024年11月27日閲覧。
31. ↑  “4-8 JRの駅別乗車人員” (xls). 東京都統計年鑑 令和2年.   東京都. 2024年11月27日閲覧。
32. ↑  “4-8 JRの駅別乗車人員” (xls). 東京都統計年鑑 令和3年.   東京都. 2024年11月27日閲覧。
33. ↑  “4-8 JRの駅別乗車人員” (xls). 東京都統計年鑑 令和4年.   東京都. 2024年11月27日閲覧。